# Черкомано (Верона)
Черкомано је насеље у Италији у округу Верона, региону Венето.
Према процени из 2011. у насељу је живело 60 становника. Насеље се налази на надморској висини од 35 м.